# Marianne d'Alger
Vous lisez un « bon article » labellisé en 2025.
La Marianne d'Alger ou Marianne de Fernez est le nom donné à deux séries provisoires de timbres d'usage courant émises en 1944. L'une d'elles commence par être distribuée en Corse dès 1943, puis dans les autres territoires continentaux français progressivement libérés à partir de 1944. L'autre, au dessin identique mais dont la légende et la gamme de valeurs faciales sont différentes, est destinée aux départements et territoires de l'Algérie française.
Ce type de timbres, le premier à représenter Marianne, est imprimé à Alger et dessiné par Louis Fernez, ce qui lui vaut ses deux appellations usuelles. Le recours à la lithographie comme technique d'impression est dicté par les contraintes du moment : à Alger à cette époque, seules des entreprises l'employant ont une expérience dans la fabrication de timbres postaux.
La Marianne d'Alger est souvent associée à la série du Coq d'Alger dessinée par Henry Razous qui fournit des valeurs complémentaires, faibles ou très fortes. Ces séries, ainsi que d'autres émissions provisoires, visent à remplacer les timbres émis sous le régime de Vichy. Les Marianne d'Alger sont retirées de la vente le 12 mai 1945, en même temps que les Coq d'Alger et les deux séries Arc de Triomphe. L'évolution des tarifs d'affranchissement rend ces timbres sans réel intérêt postal et la reprise plus normale des activités économiques en France permet l'impression à grande échelle de nouvelles séries, comme la Marianne de Gandon. Pour cette raison, les timbres oblitérés sur lettre sont rares et recherchés par les collectionneurs.
Le soixantième anniversaire de la Marianne d'Alger est célébré par l'émission en 2004, par La Poste, d'un timbre à 0,50 € reprenant son dessin.

## Genèse de la série

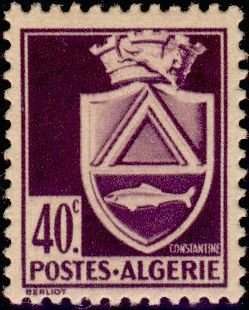
Timbre algérien utilisable en Corse.

Après la libération de la Corse en novembre 1943, toutes les relations sont interrompues entre le continent d'une part et la Corse ainsi que l'Algérie d'autre part. Le service algérois des Postes se retrouve à court de timbres français car il est coupé de la direction générale : celle-ci se trouve à Paris. L'Algérie mais aussi la Corse manquent de timbres ; il faut même accepter en Corse l'emploi de timbres prévus à l'origine pour l'Algérie, utilisés conjointement avec le reliquat des vignettes aux types Pétain,.
Le Comité français de libération nationale (CFLN) lui aussi installé à Alger, sous l'autorité du général Giraud, décide en toute urgence dès le début du mois de janvier 1944 d'imprimer de nouveaux timbres postaux pour remplacer les vignettes, mises en service par le régime de Vichy et qui commencent d'ailleurs à se faire rares en Corse ; il n'est pas souhaitable de laisser plus longtemps ces dernières en circulation pour des raisons tant économiques (privé du contrôle de la masse monétaire, l'ennemi ne peut saper l'économie des territoires libérés en organisant l'inflation) que politiques ou symboliques (la nouvelle série doit marquer le passage à un régime politique différent et le retour à une tradition voulant qu'aucun personnage vivant ne soit représenté sur un timbre ou un billet de banque,). Les nouveaux timbres doivent servir dans les territoires métropolitains français progressivement libérés, mais aussi en Algérie avec une légende et une gamme de valeurs faciales adaptées. L'administration des postes parisienne, privée de toute communication avec Alger, est entièrement étrangère à la naissance de ces timbres.
Le dessin est réalisé par Louis Fernez, natif d'Avignon mais installé à Alger où il étudie à l'École des beaux-arts, lauréat du Grand Prix artistique d'Algérie en 1926. Les gravures sont effectuées par Charles Hervé, graveur attitré de l'administration des timbres et monnaies. Le visage de Marianne est inspiré de celui de Christiane, épouse du dessinateur. Les contraintes politiques et économiques obligent à réaliser sur place, avec les moyens disponibles à Alger, l'ensemble des opérations, du dessin à l'impression ; pour cette dernière étape, seules des entreprises pouvant imprimer en lithographie ont une expérience dans la confection des timbres postaux.

## Description
Le timbre, mesurant 20 × 24 mm et dentelé 12, représente Marianne, figure allégorique de la République française ; le profil droit d'une tête de femme porte un bonnet phrygien orné d'une couronne de laurier. Sur les côtés, deux rameaux d'olivier encadrent le portrait et symbolisent le retour à la paix.

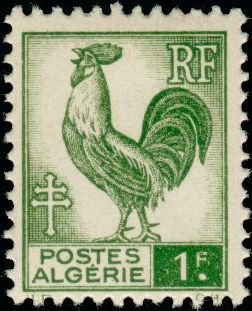
Coq d'Alger pour usage en Algérie.

En haut du timbre et sur toute sa largeur figure la mention « RÉPUBLIQUE FRANÇAISE ». La valeur faciale est indiquée dans un cartouche en bas à droite. Le mot « POSTES » occupe tout le reste du bas du timbre. Ni les lettres « RF » ni la croix de Lorraine ne figurent sur ce timbre, à la différence du Coq d'Alger, des Chaînes brisées ou de la Marianne de Dulac. Un concours pour la création de nouveaux timbres, lancé en décembre 1943 par François de Menthon, commissaire à la Justice au sein du Comité français de libération nationale, rendait ces deux mentions obligatoires dans son règlement ; il avait été remporté par la Marianne de Dulac dont le dessin avait été choisi par Charles de Gaulle mais la Marianne d'Alger figurait peut-être malgré tout parmi les projets présentés. La marge inférieure du timbre porte à gauche le nom de son dessinateur et à droite le nom de son graveur, conformément à l'usage. Le papier est blanc à jaunâtre, la gomme est brillante.
Les timbres, comme ceux de la série du Coq d'Alger dont Charles Hervé assure aussi la gravure, sont imprimés en lithographie, procédé qui n'a plus été utilisé pour des émissions françaises depuis les Cérès imprimés à Bordeaux pendant le siège de Paris (1870-1871). Ce choix, qui ne permet pas d'obtenir des timbres du meilleur aspect visuel — la Marianne d'Alger est même parfois décrite comme « d'une facture plutôt grossière » — est imposé par l'urgence en fonction des moyens techniques disponibles à Alger. Imprimées par l'entreprise algéroise Typo-Litho et Jules Carbonel ou en sous-traitance par l'imprimerie Imbert, les feuilles de timbres sont contrôlées par l'imprimerie Heintz dans la même ville. Les timbres sont imprimés par feuilles de 200. Lors de leur passage chez Heintz, ces feuilles sont perforées pour confectionner la dentelure des timbres ; un numéro de contrôle est apposé en haut à gauche, la date de contrôle (et non d'impression) en haut à droite ; les feuilles sont ensuite coupées en deux au massicot ; les timbres sont ainsi conditionnés pour être livrés par feuilles de 100 (10 x 10) qui comportent donc soit un numéro à gauche, soit une date de contrôle à droite. L'impression du timbre, fond, motif et valeur faciale, étant réalisée en un seul passage, une planche est nécessaire pour chacune de ces valeurs,.

## Émission

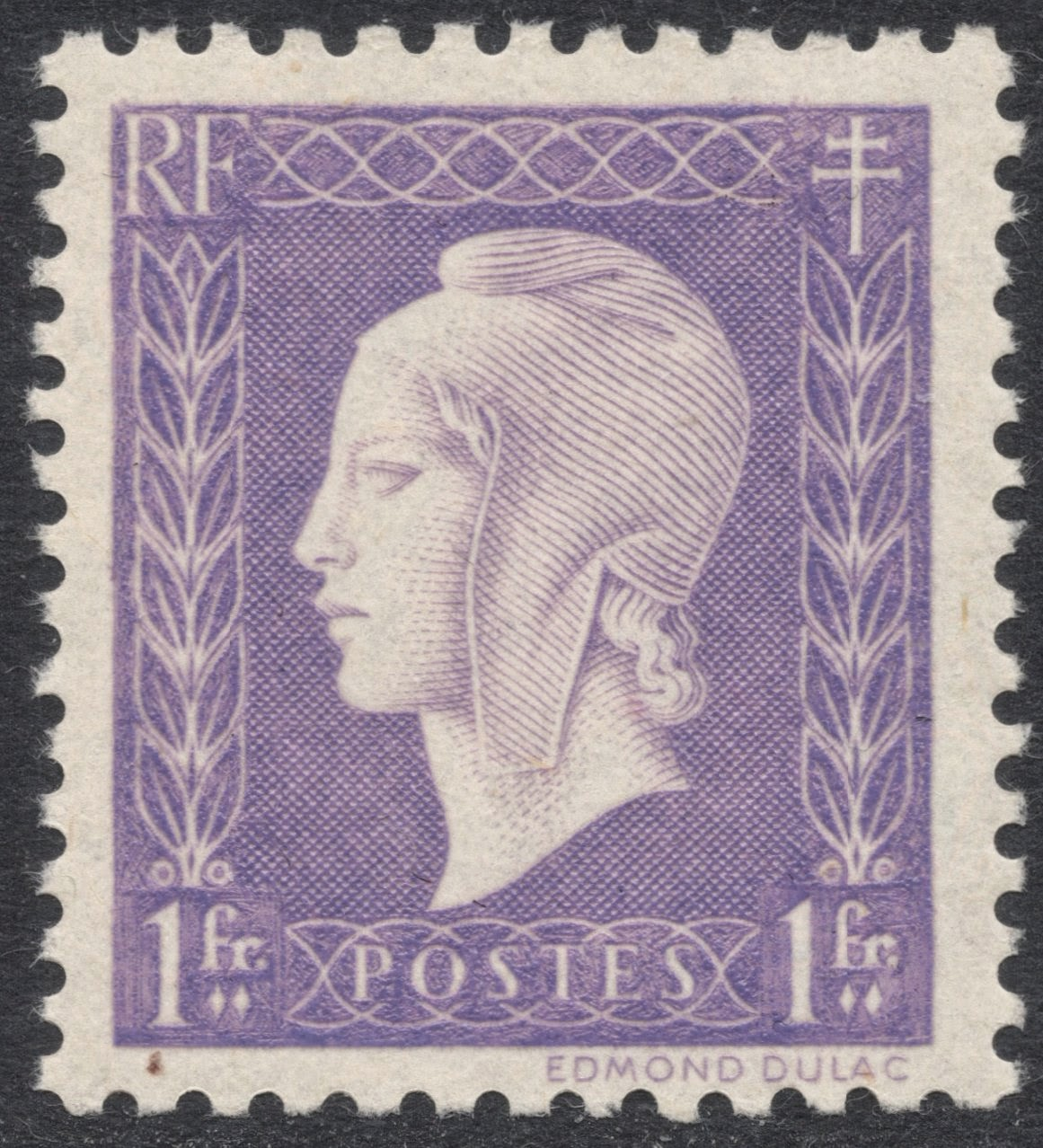
Marianne de Dulac.

La version destinée à être utilisée en France métropolitaine, et en particulier la valeur à 1,50 F (lettre simple ordinaire), est imprimée en priorité afin de faire face à la pénurie de timbres qui suit le débarquement en Corse, à l'automne 1943 après qu'un premier travail proposé par le graveur Hervé a été refusé (menton de Marianne trop lourd et feuilles de laurier manquant de souplesse). Ce timbre est mis en vente en Corse dès la fin du mois de janvier 1944 (premier cachet connu : 31 janvier 1944) mais sa gravure peut encore être améliorée. C'est chose faite en deux étapes pour les dix autres valeurs qui ne sont émises qu'au cours du printemps, de manière échelonnée entre les mois de mars et juin 1944. La Marianne d'Alger est ainsi la première Marianne qui ait pu affranchir le courrier français en-dehors des colonies :  la Marianne de Dulac n'apparaît qu'au mois de septembre 1944 ; c'est également le premier timbre à usage postal métropolitain émis par le Gouvernement provisoire.
Lors du débarquement en Provence le 15 août 1944, il est envisagé de diffuser la série sur le continent au fur et à mesure de l'avancée des troupes alliées. Un stock de timbres est expédié à Marseille depuis Alger à cet effet mais la direction régionale des postes de Marseille se voit interdire début octobre l'utilisation de ce stock, avant de recevoir un peu plus tard l'instruction de le mettre en circulation sur l'ensemble du territoire : l'émission générale conjointe des deux séries (Coq et Marianne d'Alger) intervient alors le 15 novembre 1944 à Paris. 
Plus de 31 millions d'exemplaires de la Marianne d'Alger sont imprimés pour les timbres destinés à la métropole, dont plus de 8 millions pour le 1,50 F bleu correspondant à l'usage le plus courant, la lettre simple, mais ces valeurs restent malgré tout modestes.
| Valeur faciale | Couleur     | Émission « officieuse » | Retrait     | Tirage    |
| -------------- | ----------- | ----------------------- | ----------- | --------- |
| 60 c           | sépia       | mars 1944               | 12 mai 1945 | 1 870 000 |
| 70 c           | lilas       | avril 1944              | 12 mai 1945 | 2 870 000 |
| 80 c           | vert-jaune  | mai 1944                | 12 mai 1945 | 1 000 000 |
| 1 F            | violet      | mars 1944               | 12 mai 1945 | 2 720 000 |
| 1,20 F         | rouge       | mars 1944               | 12 mai 1945 | 1 700 000 |
| 1,50 F         | bleu        | mars 1944               | 12 mai 1945 | 8 090 000 |
| 2,40 F         | vermillon   | mars 1944               | 12 mai 1945 | 8 000 000 |
| 3 F            | vert foncé  | avril 1944              | 12 mai 1945 | 1 920 000 |
| 4 F            | bleu clair  | mai 1944                | 12 mai 1945 | 1 600 000 |
| 4,50 F         | noir        | mars 1944               | 12 mai 1945 | 2 920 000 |
| 5 F            | bleu violet | juin 1944               | 12 mai 1945 | 700 000   |

Une série très voisine, avec la mention « POSTES ALGÉRIE » au lieu de « POSTES », est émise pour servir dans les départements et territoires de l'Algérie française. Les autres caractéristiques de ces timbres, imprimés par les mêmes entreprises, sont identiques à celles des timbres « français ». Cette série ne comporte que neuf valeurs allant de 10 c à 4,50 F, apparues à la même époque que les vignettes françaises mais plus courantes que ces dernières. Aucune source consultée ne mentionne les nombres de timbres imprimés pour cette série.
| Valeur faciale | Couleur   | Émission      | Retrait     | Tirage        |
| -------------- | --------- | ------------- | ----------- | ------------- |
| 10 c           | gris      | 1er mars 1944 | 12 mai 1945 | non mentionné |
| 30 c           | lilas     | 1er mars 1944 | 12 mai 1945 | non mentionné |
| 50 c           | rouge     | 1er mars 1944 | 12 mai 1945 | non mentionné |
| 80 c           | vert      | 1er mars 1944 | 12 mai 1945 | non mentionné |
| 1,20 F         | lilas     | 1er mars 1944 | 12 mai 1945 | non mentionné |
| 1,50 F         | bleu      | 1er mars 1944 | 12 mai 1945 | non mentionné |
| 2,40 F         | vermillon | 1er mars 1944 | 12 mai 1945 | non mentionné |
| 3 F            | violet    | 1er mars 1944 | 12 mai 1945 | non mentionné |
| 4,50 F         | brun      | 1er mars 1944 | 12 mai 1945 | non mentionné |

De rares usages non postaux de la Marianne d'Alger sont signalés, par exemple en tant que ticket sur une carte de rationnement en carburant de 1945.

## Retrait
L'ensemble des timbres de ces deux séries (France et Algérie) sont retirés de la vente le 12 mai 1945, alors qu'en raison des faibles volumes de tirage certaines valeurs sont déjà épuisées depuis quelques mois ; à l'instar de la plupart des timbres français, ils ne sont cependant pas démonétisés et restent utilisés pour compléter des affranchissements, les tarifs postaux ayant été modifiés le 1er mars 1945 — la précédente modification date du 1er février 1942. À la même date, les timbres aux types Coq d'Alger et Arc de Triomphe, ces derniers arrivés en France en juillet 1944 dans le sillage des troupes alliées du débarquement de Normandie, sont aussi retirés.
Toutes ces séries provisoires disparaissent pour laisser la place aux Chaînes brisées (cinq timbres aux valeurs faciales faibles) à la « durée de vie » assez brève (1945-1947), à la Cérès de Mazelin dont les neuf valeurs circulent de 1945 à 1949 et surtout à la Marianne de Gandon qui apparaît en 1945 et qui couvre la gamme de tous les affranchissements possibles ; forte de 57 timbres elle reste, pendant dix ans, la série d'usage courant la plus répandue en France et en Algérie, où les timbres reçoivent une surcharge « ALGÉRIE »,.

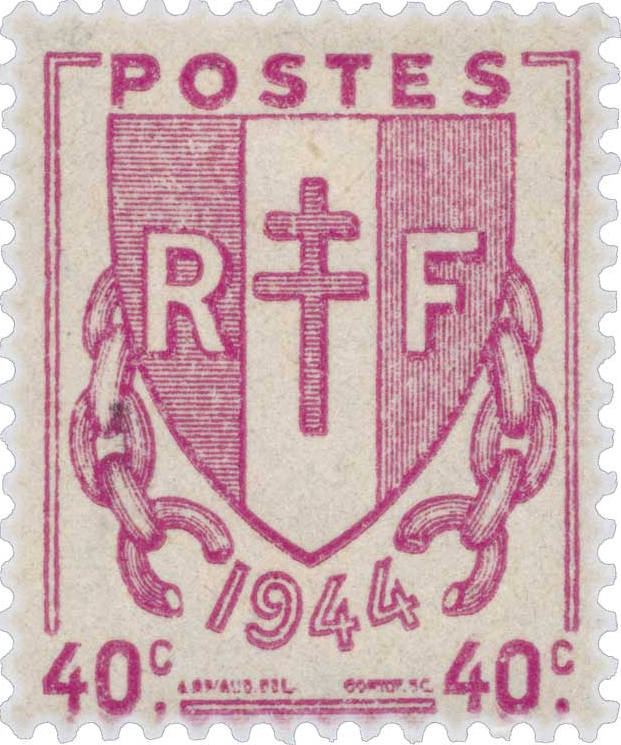
Chaînes brisées.
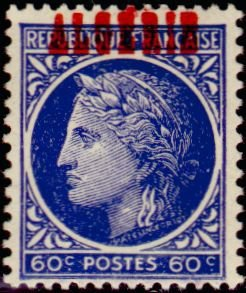
Cérès de Mazelin surchargée « ALGÉRIE ».
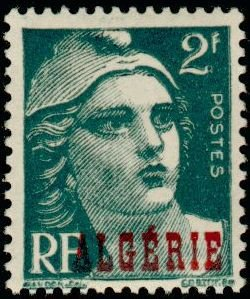
Marianne de Gandon surchargée « ALGÉRIE ».

## Variétés et intérêt philatélique

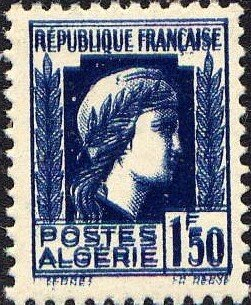
Double impression sur une Marianne d'Alger ; faux probable.

En raison des conditions dans lesquelles l'impression est réalisée, les variétés sont relativement nombreuses. Les teintes étant cependant assez constantes, les collectionneurs recherchent d'autres variétés accidentelles comme des retouches faites aux planches d'origine, des défauts d'impression : signature absente, double impression sur les 70 c, 1 F et 1,20 F (le motif est imprimé deux fois sur le même timbre avec un léger décalage), impression recto-verso (le verso du timbre est aussi imprimé, mais l'image est plus terne ou floue) ou pli-accordéon (un pli dans le papier avant impression laisse une zone vierge d'encre sur le timbre). La dentelure peut aussi être affectée : piquage à cheval (les perforations traversent le motif du timbre). Le mode particulier de reproduction des timbres en lithographie (dessin unique décalqué dix fois pour obtenir un bloc de dix, bloc reporté dix fois pour obtenir une planche de cent) aboutit à des timbres très légèrement différents mais dont l'emplacement sur une feuille est fixe et connu, ce qui est une voie de recherche pour les collectionneurs spécialisés qui cherchent ainsi à reconstituer une feuille entière à partir de timbres isolés en les replaçant dans leurs cases respectives (technique du « planchage »). Des timbres non dentelés et non émis sont connus.
Ces timbres sont recherchés par les collectionneurs s'ils ont servi seuls sur lettre, en particulier en Corse entre janvier et octobre 1944 — les cachets sont toutefois assez usés et les oblitérations difficilement lisibles —, voire très recherchés si l'affranchissement a été complété par un timbre à l'effigie du maréchal Pétain avant la démonétisation du 1er novembre 1944. Après la mise en vente générale de la série le 15 novembre 1944, l'utilisation des Marianne d'Alger devient plus courante, sur une plus grande zone géographique, et leur intérêt philatélique diminue.

## Commémoratifs
À l'occasion du soixantième anniversaire de la première mise en circulation de ce timbre, la poste française émet le 15 novembre 2004 un carnet de timbres autoadhésifs comprenant cinq Marianne du 14 juillet et cinq Marianne d'Alger. Cette dernière a été regravée en taille-douce par Jacky Larrivière ; le timbre, rouge, a une valeur faciale de 0,50 €.